# Mount Bowlen
Mount Bowlen är ett berg i på gränsen mellan provinserna Alberta och British Columbia i Kanada. Det ligger i Bow Range ca 14 kilometer söder om samhället Lake Louise. Bergets topp ligger 3 072 meter över havet och primärfaktorn är 170 meter. Mount Bowlen är namngivet efter John J. Bowlen som var viceguvernör i Alberta på 1950-talet.